# Aïn Bouziane
Ain Bouziane là một đô thị thuộc tỉnh Skikda, Algérie. Dân số thời điểm năm 2002 là 8.381 người.